# Lichnoptera felina
Lichnoptera felina är en fjärilsart som beskrevs av Druce. Lichnoptera felina ingår i släktet Lichnoptera och familjen Pantheidae. Inga underarter finns listade i Catalogue of Life.